# Navarino (Insel)
Die Insel Navarino (spanisch Isla Navarino) liegt im chilenischen Teil Feuerlands in der Región de Magallanes y de la Antártica Chilena.

## Geographie
Von der Isla Grande Feuerlands mit der Stadt Ushuaia trennt sie der Beagle-Kanal. Sie hat eine Fläche von 2.473 km² bei einer West-Ost-Ausdehnung von etwa 75 Kilometern und einer Nord-Süd-Ausdehnung von ungefähr 40 Kilometern. Im Norden der Insel befindet sich die Stadt Puerto Williams mit rund 1.800 Einwohnern. Puerto Williams streitet sich mit anderen Städten darum, südlichste Stadt der Welt zu sein.
Daneben gibt es noch drei kleine Orte auf der Insel:
- Puerto Toro im Osten, den südlichsten Ort der Erde außerhalb der Antarktis
- Caleta Eugenia im Osten
- Puerto Navarino im Westen

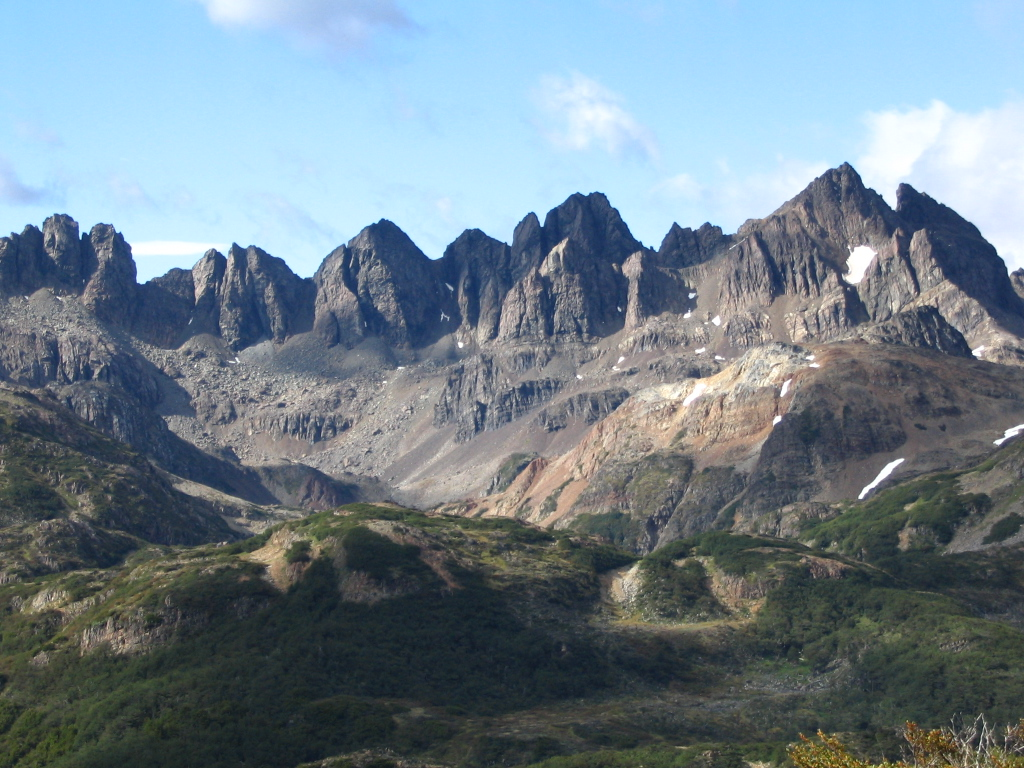
Die Dientes de Navarino

Östlich der Insel liegen die drei chilenischen Inseln Lennox, Picton und Nueva, die lange zu Grenzkonflikten mit Argentinien führten. 100 Kilometer südlich der Insel liegt Kap Hoorn und knapp 1000 Kilometer südlich die Antarktis.
Die Gebirge auf der Insel erreichen 1.180 m Höhe. Viele Berge sind mit dichten Wäldern aus Lenga-Südbuchen (Nothofagus pumilio) und Antarktischen Scheinbuchen (Nothofagus antarctica) bewachsen.
Seit der Aussetzung der Biber auf Feuerland (Tierra del Fuego) in den 1950er Jahren haben diese auch die Insel Navarino erobert. Da sie keine natürlichen Feinde haben, wächst die Population stark: Weniger als 10 Tiere wurden ausgesetzt, mittlerweile gibt es geschätzte 120.000. Die in Deutschland recht selten gewordenen Tiere kann man dort dennoch nicht problemlos in freier Wildbahn beobachten, da sie sich geschickt in ihren zahlreichen Dämmen verborgen halten.
Auch Nerze, die argentinischen Nerzfarmen entkommen waren, haben sich zu Schädlingen für das sensible Ökosystem der Insel entwickelt. Insbesondere die Eier brütender Vögel werden von Nerzen als Fraß genutzt.

## Geschichte
Die Gegend der Isla Navarino wurde um 1850 von anglikanischen Missionaren besiedelt, deren Anwesenheit war aufgrund von Krankheiten und schlechten Wetterbedingungen allerdings recht kurz. Um 1890 wurde die Insel Ziel eines kurzen Goldrausches. Pater Martín Gusinde (SVD) war ein österreichischer Priester und Ethnologe, der von 1918 bis 1923 das Volk der Yagán erforschte, heute ist ein Museum nach ihm benannt.
Puerto Williams wurde am 23. November 1953 noch unter dem Namen Puerto Luisa gegründet und 1956 in Puerto Williams umbenannt. Zu Ehren von Juan Williams Rebolledo, der 1843 in der Nähe von Punta Arenas ein Fort Fuerte Bulnes zur Absicherung der chilenischen Territorialansprüche und zur Überwachung der Magellanstraße gegründet hatte.
1977 erklärte Argentinien das Beagle Channel Arbitration between the Republic of Argentina and the Republic of Chile, das alle Inseln südlich vom Beagle-Kanal Chile zusprach, für null und nichtig und startete die Operation Soberanía, um diese Inseln militärisch zu besetzen – insbesondere, da in der Gegend größere Öl-Reserven vermutet wurden. Der Streit wurde erst durch Vermittlung des Vatikans beigelegt. Beide Länder einigten sich im Freundschafts- und Friedensvertrag von 1984 zwischen Chile und Argentinien. Die Inseln blieben chilenisches Staatsgebiet, und die Seegrenze wurde exakt definiert.

## Tourismus
Militärische und zivile Bereiche halten sich heute etwa die Waage, es ist sogar aufkeimender Tourismus zu verzeichnen. Von Punta Arenas (Chile) gibt es einen Linienflugdienst mit der Airline Aerovías DAP nach Puerto Williams sowie eine Fährverbindung, sichergestellt durch Transbordadora Austral Brooms. Die Insel ist auch per Charter-Flugzeug oder Boot (Zodiac bzw. Segelschiff) von Ushuaia (Argentinien) erreichbar. Puerto Williams gilt als Ausgangspunkt für Reisen in das chilenische Antarktisterritorium.
Touristische Highlights, die von Puerto Williams aus erreichbar sind, sind u. a. die Trekkingrouten Rutas Patrimoniales Circuito de los Dientes sowie Circuito Navarino sowie Circuito Wulaia, das Museum Martín Gusinde (dreisprachig: Span., Engl., Deutsch), der Aussichtspunkt Cerro la Bandera, die Wasserfälle Cascada de la Virgen sowie Cascada Los Bronces, das Dorf Villa Ukika (Hier wohnen die letzten indigenen Einwohner der Yámana/Yagan), der botanische Park Omora, der Friedhof der Yámana Caleta Mejillones, die ehemaligen Missionsstationen Wulaia und Douglas, Iglesia Puerto Williams (südlichste Kirche der Welt), das Primera Casa (erstes Haus in Puerto Williams) und die Kneipe Micalvi auf einem ausgedienten historischen Rheinschiff in der Marina des Ortes.
Der Circuito de los Dientes führt als wenig erschlossener Wanderweg um das gleichnamige Bergmassiv südwestlich von Puerto Williams herum. Je nach Witterungsverhältnissen kann die Bergwanderung zwischen fünf und sieben Tage dauern.
Im Museum Martín Gusinde kann man die Geschichte der Yámana-Ureinwohner erkunden. Aspekte des Lebens der Ureinwohner können auch in Villa Ukika und Caleta Mejillones gesehen werden. Die Nutzung der Pflanzen durch das Volk der Yagán kann im Parque Etnobotánico Omora erforscht werden.
Die Kneipe Micalvi ist auf einem ehemaligen deutschen Rheindampfer beherbergt, der zugleich als Anlegestelle für die Segelboote dient. Der Segeltourismus spielt eine nicht unerhebliche Rolle für Puerto Williams und entwickelte sich, wie auch der Kreuzfahrttourismus, insbesondere in den letzten Jahren.
Ausflüge in den 1945 gegründeten Nationalpark Kap Hoorn (630 km²) mit seinen Pinguin-Beständen werden häufig genutzt.
Auch die nahegelegenen und attraktiven Cordillera de Darwin mit den Gletschern La Romanche (der größte in Chile, der ins Wasser reicht), Hollanda, Italia, Franca und Allemania sind eine Reise wert (Tipp: Die Fähre "Yahgan" fährt einmal in der Woche tagsüber bei der Fahrt von Puerto Williams nach Punta Arenas direkt daran vorbei).